# 時光巡邏隊
《T·P時光特警》是日本漫畫家藤子·F·不二雄（藤本弘）的作品。故事講述一個平凡的少年突然成為未來機構「時光巡邏隊」見習探員的冒險旅程。

## 概要
該作品是一部以「T·P時光特警的歷險」為主題的的科幻作品，講述了成員並平凡、莉姆·史特里姆以及安川由美子（第2部、第3部登場）自從遠古時代到遙遠未來的歷史間穿梭，拯救那些歷史上不幸喪生者的故事。作品於1978年至1986年間連載於潮出版社的《月刊少年世界》（第1部）及其續刊《月刊Comic Tom》（第2部、第3部）上。第1部為連載，第2部以後為數月不定期連載。
第3部由於作者藤本過世而中斷，沒有明確的結束或結束通知。據負責編輯潮出版社的浮田信行表示，由於藤本生病導致連載被中斷，但作者本人有意再次開啟連載，甚至在未收錄的作品中提出出版單行本以應付情況時，也因想要撰寫「最後一話」而拒絕了。未收錄作品則長期存在，自2012年3月23日發行的藤子・F・不二雄大全集《T·P時光特警》第3冊中收錄了最後兩話。
1989年10月14日，本作被改編為兩小時特別電視節目在日本電視台播出。隨之發行了錄影帶和電影漫畫。
2024年，動畫第2作將作為兩個季度的系列動畫進行網路播放。第1季於2024年5月2日在Netflix首播，而第2季於2024年7月17日首播。

## 風格
該作品主要融合人道主義、諷刺、黑色幽默和色情等各種元素的多元性作品，描繪了時光巡邏隊隊成員並平凡（第1部）、利姆·史特里姆（第1部）、安川由美子（第2部和第3部）在歷史中進行冒險的故事。對於常在小學館旗下的面向各年齡層的年級學習雜誌《學年誌》上連載作品的作者藤本來說，這是一部以中學生為主角的作品（其他還有《超能力魔美》、《宙犬托比》等），所以讀者客群的目標年齡也設定得較高。隨著第二部以後在《Comic Tom》上的連載，目標年齡包括了不僅僅是中學生，還有高中生和成人，作品的內容也變得更加深入。
由於描繪了諸如處決和事故等人類死亡的情節，因此作品中也有相對殘酷的場景，如流血場面等，但最終大多數情節都迎來了快樂的結局，整體氛圍仍舊是明朗的。

## 劇情大綱
第1部
某天一個平凡的中學生並平凡偶然遇見了時光巡邏隊成員的少女莉姆·史特里姆。由於莉姆的疏忽導致並平凡關於時光巡邏隊的記憶沒有被清除，他因此被追捕。為了保護歷史，時光巡邏隊試圖干涉其父母的相遇，以使他從一開始就不出生。但由於巡邏隊發現並平凡與歷史的關鍵相關，為了保守秘密，巡邏隊不得不讓他成為見習隊員，隨後並平凡與資深隊員莉姆一起完成了許多任務。
第2部
晉升為正式隊員的並平凡與新助手安川由美子組成了搭檔，執行了各種任務。
第3部
晉升為正式隊員的並平凡和安川由美子作為搭檔繼續執行各種任務。

## 作中設定

### 時光巡邏隊
拯救在那些在過去歷史上不幸死去的人中並不影響歷史的流動的一個為此目的而努力的組織。救援目標是在使用時代電視台的監控網路進行仔細的調查後選擇的。
時光巡邏隊的搶救宗旨只是「避免不幸死亡」，搶救後的生命不會得到長期保證。此外，由於 時光巡邏隊的救援行動，歷史有機會發生變化（例如可能會出現新的受害者）。但在這種情況下，“歷史有可能發生重大變化，因此我們不會在同一地點重複干涉”。對此，時光巡邏隊表達了“時光巡邏隊並非萬能”的觀點。
時光巡邏隊的存在是最高機密。通常，通過操作記憶消除器，即使目睹了活動，也會消除與時光巡邏隊相關的記憶。即使在正常生活中，成爲 時光巡邏隊 的隊員這一事實也必須保密。
關於如何招募時光巡邏隊成員的細節尚未披露。凡和由美子入伍的原因還與“通過招募他們，他們將能夠不洩露時光巡邏隊的秘密”這一事實有關。當你入伍時，你從實習隊員開始，將會與正式隊員一起工作，隨著你積累成就，你將晉陞為正式會員。直到第2部「街妖殺人案」開始，規則是晉陞為正式會員時單獨工作，但在第2部「武藏野的前輩」中，時光巡邏隊是兩個人必須行動的規則也透露了出來。而在第3部中，由美子即使在成為正式會員後也一直以單一成員的身份工作。
時光巡邏隊成員必須按照《航時法》規定的規則展開活動，違反規則可能會受到處罰，犯罪行為可能會被逮捕。
在電影中，沒有描述時光巡邏隊成員因他們的活動而獲得報酬，但他們每年有一次特別休假。在特殊假期期間，允許使用時間船和時光巡邏隊設備進行休閑活動。

#### 提供設備
就凡而言，在他第一次執行任務時，總部已經向他發放了除時間船以外的所有主要設備，但它們被置於莉姆的控制之下。起初，只有記憶消除器被交給了凡。在幾次任務中，凡學會了如何使用一些設備，當他晉陞為正式會員時，他被正式發給了一艘時間船、一套制服和一套設備（敏感設備除外）。
在由美子的案例中，她在第一次執行任務時獲得了制服、靴子、發帶、記憶消除器和時間控制器。當他成為正式隊員時，他獲得了時間船。

### 規則
時光巡邏隊不得救助會影響歷史的人（第1章第1條）
除了少數被總部判定為不影響歷史的人（或動物）外，規定即使他們不幸去世也不得得救。這種無情的規則在電影中經常作為隊員之間衝突的元素出現。為了保證歷史不會發生重大變化，在總部徹底調查後確定救援目標，才會將救援任務交給隊員。
時間旅行必須保密
時間巡邏隊有嚴格的規定，未來科技不得被過去時代的人類目睹，救援行動必須秘密進行，以免那個時代的人注意到。未來的有用工具不能公開使用，因此提出各種想法和獨創性的過程往往是每集故事的軸心。
萬一一個來自過去的人知道了時間旅行的秘密，時空巡邏隊隊員會回到過去，干擾這個人的出生，採取措施讓他或她看起來從未存在過。但是，有時人類會被邀請加入時間巡邏隊（例如凡和由美子）。
不要一遍又一遍地在同一時間在同一個地方進行干預
通過“如果把橡皮擦放在一張紙上多次就會撕裂”的比喻，說明時間和空間是微妙的，總部規定禁止用時光機在同一個時區多次來回走動，因為這會導致時間和空間的破壞。時間巡邏隊不應該一遍又一遍地干預同一時代的同一個地方，時間旅行中常見的“即使任務失敗也可以再試一次”的設定從作品中消失，從而增加了故事情節的張力。
其他
- 在接觸過去的自然時，在這樣做之前，要調查它對未來的影響（第2章，第16條）
- 時光巡邏隊不得將時間機器用於任何賺錢手段，例如彩票、賽馬或股票交易（第3章，第56條）
- 不得對被救助人施加武力或任何物理上的幫助（第5章第1條）

## 角色介紹
以下列出的動畫版配音聲優按照下述順序：1989年日本電視版／2024年Netflix版。

### 時光巡邏隊
阿凡／並平凡
配音：三矢雄二（日本電視、2019年藤子・F・不二雄博物館限定影片）；若山晃久（Netflix）
故事的主人公。在第一部動畫中的年齡為14歲。在劇中多用平假名書作，學校的朋友們稱呼他為「並平」或「並平同學」。
如名字所示，他是一個沒有特別優點的普通且平凡的男性中學二年級學生，生活在1979年，宅地化不斷進行的武藏野，是雙職工家庭的獨生子。有天，他偶然遇到了執行任務的莉姆，按理說應該要抹去他的記憶，但因莉姆的失誤而沒有成功，因此時光巡邏隊打算抹去他的存在。然而，後來發現如果抹去他的存在會對未來產生重大影響，所以他被任命為見習隊員以此保守時光巡邏隊的秘密。
從第二部開始，他升級為正式隊員並從莉姆手中獨立，但在成為正式隊員後首次執行任務時犯了錯，導致被救助者安川由美子得知時光巡邏隊的存在，他說服總部讓由美子加入時光巡邏隊，以代替抹去他的記憶，從那以後他和由美子組隊行動。
在系列中，他經常輕率行事，時常忘記啟動遺忘裝置，因此難以說是優秀的隊員。到了第三部，他對由美子裝作老練的樣子試圖輕鬆完成工作，但卻經常失敗，需要由美子幫忙收尾。他的繪畫技術不佳。然而，有一次被一位漫畫同人誌會長評價為「展現奇妙的幽默感」，甚至受邀加入團隊。然而，他擁有西部拓荒時代槍手級別的射擊技術，在執行任務時曾在決鬥不用任何工具取得勝利。
莉姆·史特里姆
配音：佐久間玲（日本電視）；種崎敦美（Netflix）
時光巡邏隊的女性前輩，指導並平凡加入巡邏隊和指導隊務。僅在第一部中登場。具有嚴肅的性格，對作為時光巡邏隊隊員的職責有強烈的使命感。在最初登場時由於自己的失誤，導致並平知情巡邏隊的秘密，因此負責指導並平作為隊員見習生。在故事中，她是來自2016年的中學三年級學生（動畫第二作設定為2056年）。其父母並不知道她是時光巡邏隊的隊員。她的母語是英語（第二作設定為美國人）。
不會游泳，但在「恐龍假期」和「馬拉松戰役」中，曾利用巡邏隊的裝備游泳。在系列初期，即使受到並平的阻礙，他也堅持完成任務，表現出冷酷無情的一面。然而在解除組合前的最終情節中，她冒著危險讓並平同行，並在實際遇到困難時含淚表示：「這次的工作，我真的很想和你一起完成。」
莉姆是藤本作品中少有的長髮角色。她的頭髮呈紅棕色（根據彩色原稿），在動畫第一部中，她的瞳色與原作漫畫不同（原作漫畫中為黑色，動畫第一部中為藍色）。此外，即使在解散組合後，她仍然繼續登場，包括與從事時間犯罪的親人之間的衝突，以及與並平的接吻場面，使她成為事實上的女主角。
小Q
配音：白石冬美（日本電視）；宮野真守（Netflix）
僅在第一部中出場。莉姆正在進行時間移動時，緊貼在時間船上的一種果凍狀超空間生物。具有高智商，可以說人類的語言，並自稱是莉姆的夥伴，但並非巡邏隊的正式成員。它對航時法略有了解。它的尿液具有滅火能力。其直覺非常敏銳，並在系列中多次拯救並平和麗姆的危機。
在單行本的扉頁中，它的身體顏色為黃色，而在動畫第一部中為綠色。在原作漫畫中，它的台詞是以反轉的片假名和平假名寫成的。電視第一部中，它的語氣在句尾使用「是」結尾。在動畫第一部中，即使在並平和莉姆解散組合後，它仍然繼續登場。此外，它與莉姆或其他隊員一起行動，並在某些情況下受到了蓋拉的指示，這顯示出它在一定程度上受到了巡邏隊的認可。
安川由美子
配音：日高範子（日本電視）；黑澤朋世（Netflix）
第二部開始登場（第二作第一季中已經登場，被描述是學校的網球運動員，第二作第二季正式登場）。和並平處於同時代，住在武藏野附近的13歲中學二年級學生。她就讀的中學與並平的學校不同，但因為步行距離近，所以她經常去並平家玩或幫忙看家。本應該被一名隨機行兇者殺害，但由於並平成為時光巡邏隊正式成員後的第一份工作得以幸免。然而，由於並平忘記使用記憶清除裝置，導致她知道時光巡邏隊的秘密。當並平說：「我擔心的是你會不會把這件事告訴別人。」時，由美子回答說：「可能會告訴哦。」然而，她補充說：「當然，如果我也能成為隊員，那就另當別論了。」因此，並平懇求本部的蓋拉自己需要助手。從那以後，由美子便作為時光巡邏隊的見習隊員。
具有明朗的性格，是校內優等生，並富有好奇心並積極行動。偶爾展現些天然呆的一面。擅長體育，特別喜歡網球。從第三部開始，她升任為正式隊員，經常展現出比並平更為出色的表現。其溫柔純潔的性格讓她對無法在任務中救助的人們感到強烈同情。對於前輩並平，她有時會表現出些許後輩的無禮態度。在對不滿意的事情即使是面對本部的命令也會強烈反抗。
髮型是側面和背面呈現出彎曲的圓形造型，若把頭髮拉直的話，會變成半長髮。在動畫第一部中，她的外貌被改變成與白木陽子相似的模樣，並設定為並平的同班同學。
蓋拉
配音：玄田哲章（日本電視）；加瀨康之（Netflix）
隸屬於時光巡邏隊總部的監察官。他在第一話中登場，向麗姆傳達並平的處遇，之後持續監督並指導並平作為巡邏隊的動，由美子成為見習隊員後，監督範圍也包括他。
在動畫第一作中，他的職位改變為時光巡邏隊隊長，並改變外觀，留著鬍子，給人更嚴格的形象。

### 其他角色
白石鐵男
配音：柴本浩行（日本電視）；日笠陽子（Netflix）
並平的同學。具有肥胖的身材，他在與並平扭打時意外從自己家的陽台摔下身亡，但莉姆逆轉了時間，導致他的死亡從未發生。時光巡邏隊也認定他與歷史無關。他也是並平參與的棒球隊的教練。
柳澤
配音：伊藤節生（Netflix）
並平的同學，一位戴眼鏡的少年。他對歷史和昆蟲都有豐富的知識。當並平做出可能改變歷史的行為後，他會向柳澤詢問史實是否發生了變化以進行確認。該角色在動畫第二部中出現。
白木陽子
配音：白砂沙帆（Netflix）
並平的同學。是並平、鐵男和柳澤中唯一的女性朋友。在連載初期，她曾陪同並平去老師家遞交作業，顯示出她與並平關係密切。但在由美子登場後，她的戲份減少了。她在並平不在時曾稱呼他為，而在面前時則稱呼他為。
在動畫第一部中，他的角色設定大部分被合併到由美子身上，因此未出現。但在第二部中，她是按照原作角色設定登場的。
古田
配音：木內太郎（Netflix）
一名暴力行為者。外貌讓人聯想到鬥牛犬。暱稱是「布魯塔」。
鱈子鱈夫
配音：上田祐司（Netflix）
出現在第16話「查克·莫爾的祭品」中的漫畫家。巡邏隊拯救他避免從金字塔跌落。該角色原型是藤本弘本人。藤本實際上害怕高處，並且有過參觀瑪雅金字塔的經歷。
在第7話「黑暗大迷宮」中，一位似乎是藤本弘本人的男性出現在克諾索斯遺址的旅遊團中。
未來的T·P隊員
配音：鈴村健一（Netflix）
出現在第14話「超空間的漂流者」中。監視著未來的地球被環境破壞和宇宙移民的廢棄物，並監視可能漂流到未來的時空旅行者。該隊員駕駛的時空船為球形結構，制服也有所不同。
約翰·德福
出現在第22話「時光巡邏隊隊員的犯罪」中，20世紀初頭的T·P隊員。具有5年隊員經驗的23歲英國人，被評為「勇敢且正義感強、有同情心的人」，但為了防止抹香鯨滅絕而殺死水手，由於改變歷史，遭到被時光巡邏隊總部通緝。
在動畫第一作中，動畫原創角色路易（莉姆的兄弟／配音：中尾隆聖）擔任同定位的角色。
T·P二十世紀負責支部長
出現在第30話「古代的大醫院」中。他拯救了違反原則「盡可能以自然方式進行救援」，以及未對時光船進行維修而造成引擎故障，被羅馬軍隊逮捕差點被處決的並平，並指責他「拯救人的巡邏隊隊員本身需要拯救，這是一種本末倒置。」

## 神奇法寶
時光飛艇（又譯時光快艇、時光機）
個人用的時光機。流水型機身後部連接著一個大行李箱，看起來類似於雪地摩托，因此可以像摩托車一樣直接跨在上面驅動。通過按下控制桿，電腦會讀取使用者大腦中的電波並自動控制它。因此，控制系統很簡單，一個軸上只有兩個槓桿（前後）、啟動踏板、制動踏板等，並且沒有儀錶。除了乘船穿越正常空間外，還可以通過次元變換繞過超空間，穿過掩體。它有一個「自動躲藏功能」，無人看管時會自動隱藏，這樣時間機器的秘密就不會洩露，但隱藏功能可能出現故障，例如它被一個叫阿拉丁的男孩在阿拉伯小鎮撿到，誤認為是一盞神燈。它似乎沒有鎖定功能，任何人都可以操作廢棄的船隻。
安裝在後部的大後備箱空間，除了存放貨物外，還具有多種功能。當你需要在野外採購東西時，你可以聯繫時間巡邏總部，讓必要的物品通過這個後備箱穿越時空轉移。此外，在後備箱空間中還設置了用於使用壓縮學習方法的「壓縮學習裝置」、可伸縮的薄型顯示器「Visiplate」等。從第三部分開始，部署了一個具有較小行李箱的新模型。
後備箱裡裝滿了常規物品，例如用於露營的空中帳篷和類似於 Calorie Mate 的應急食品。
由於容易發生故障，因此需要定期檢查，如果忽視維護，逆流時間會洩漏，周圍時間會倒帶，最壞的情況是根本無法駕駛。如果控制系統發生故障，可以將主開關切換到「自動」，讓其他船隻引導。
在緊急情況下，可以從總部訂購一艘空閒的時間船，但它只是在第一集中使用，當時莉姆追逐被凡逃跑的時間船。
如時光飛艇被過度使用又疏於維護檢查，「托普恰克帽扳」就會燒黑，而發生故障，逆流時間就會漏出來。
制服
每套都設置了一個簡單的防護屏障，以保護隊員免受溫度、大氣壓力和水壓變化的影響。在作品中，描繪了可以在水下進行活動。然而，在第一集中，有一段描繪是有箭刺穿莉姆而倒下，因此目前尚不清楚它如何以及有多少防禦效果。第2部分中提供的由美子制服與凡和莉姆的制服設計不同，從第3部分開始，凡的制服也進行了更新。根據由美子的說法，舊設計的制服是一種「瘋狂的設計」，而女式制服是無袖的，是高度暴露的迷你裙。
頭盔
被設定爲可以承受爆炸的衝擊，另外，制服也可以承受爆炸的衝擊。還有一幕是描述是頭盔本身被頭盔頂部的長矛擊中並掉落。它帶有護目鏡，在超空間旅行時基本上戴著護目鏡。
另外，護目鏡内有一套顯示系統，可以讓隊員看到拯救的目標的資料等。
在更新的制服中，設備換成了發帶，頭盔也被取下了。目前尚不清楚發帶是否具有頭盔的功能。
靴子
鞋跟是一個「四次元空間」，可以容納很多東西，例如時間控制器。莉姆總是囤積了兩塊救命口糧。
時間通信器
小型的通信設備。可以超越時間進行交流。穿制服時戴在胸前，但也用來接收命令，所以即使不值班也要隨時放在口袋裡。在設定中，可以交流的時間範圍被限制在前後14小時左右，但在作品中的描寫中，有一段描寫是莉姆從2056年開始就與凡保持聯繫，可以交流的確切時間範圍是未知的。鈴聲似乎類似於你打破肚子時說「嗶、嗶、嗶」的蜂鳴器的聲音，而且有好幾次聽到鈴聲的周圍人擔心你的健康，讓他離開座位。在#21“武藏野的前輩”中，有一個場景是凡告訴總部，「嘿，蜂鳴器的聲音，我想知道我們是否可以做點什麼」。如果電池沒電了，它將無法使用。
遺忘器
一種類似腕帶的設備，是提供給時光巡邏隊實習隊員的第一件設備。戴在手腕上。它作用於周圍人的大腦，並且選擇性地只失去目睹時光巡邏隊隊員的記憶。在被啟動遺忘器的範圍內的目標不會在此時失去記憶，但當他們與成員保持一定距離時，會失去對時光巡邏隊隊員的記憶。如果在未按下遺忘器的開關時發現小隊成員，則不能忘記。當然，它對其他媒體記錄的內容（例如照片）沒有影響。
根據規定，當時光巡邏隊處於活動狀態時，必須啟動此裝置，但如果當地人的合作對於完成任務至關重要，他可以不按下遺忘器上的開關（在這種情況下，有必要偽裝成當地人並採取行動，以免被發現他是未來者）。凡和莉姆經常忘記開啓遺忘器，這往往會帶來麻煩。。另一方面，也曾有過與他們合作的當地人因為「遺忘器」的原因而失憶的情況，導致原本的任務的計劃脫軌了。
除了啟動開關外，還有一個儀錶（時空座標顯示視窗），可在手鐲上顯示年齡等。儀錶的顯示極限是下游 3000 年（未來方向），如果再往前移動，將無法顯示。
生物控制器
它是一種看起來像 8 毫米膠片相機的設備，通過將電極片放到動物體內，它可以控制其行為。例如可以被用作交通工具。該設備本身是驅動電極的工具，而不是控制器。在第二集中，當解釋時光巡邏隊成員的設備時，它被寫成「生物無線電控制」，但在一般的作品中，它經常被寫成「生物控制器」。
在《哆啦A夢》中，出現了一種名為“生物控制器”的工具，具有類似的效果。
檢查卡
用法爲當放在一個物體（人類、動物、物件等）上時，如果它對歷史有影響，它就會有反應（亮起，越對歷史有影響反應越大）並讓你知道。光的強度隨其對物體歷史的重要性而變化。當時光巡邏隊成員營救原來營救目標以外的人時，或者使用帶有生物控制器的對手等時，他必須使用這張卡來確保對手不受歷史的影響。據說有反應的對手應該盡可能地不干涉。它實際使用的場景是在#10「恐龍度假」中描繪的。
它也出現在《哆啦A夢：大雄的新恐龍》中，但電影版和小說版的設定是有區別的。在電影版中，就像在這部作品中一樣，通過將反應放在物體上來檢查反應的存在與否，但在小說版本中，它被描繪成通過發射光來回應事件而不將其放在物體上來做出反應。
時間控制器
它是一種警棍形設備，除非您成為時光巡邏隊設備的正式成員，否則不會發放。可以輕鬆執行諸如「慢動作」以減慢周圍時間、「加速」以加速其他方式、「時間鎖定」以暫停時間（最多30分鐘）和「倒帶」以倒帶時間（最多提前5分鐘）等操作。其中，「倒帶」功能也可以在時間船上使用，但不建議隨便使用。
立體影像投影器
一種使用未來技術投射具有真實感的立體圖像的設備。另外，「自動反應」還可以自動適應周圍發生的物理現象（例如全息怪物被射出的箭及時倒下）。它經常被用來使用該遺址文化中信仰的神靈的圖像來製作「神諭」來説明救援目標，但根據利姆的說法，大多數人「只相信他們想相信的東西」，因此很少有效。
愛夏錠（Eisha Jou）
預防衰老的藥物。
提起精神的藥片
服用的藥物。以免在夜間任務中昏昏欲睡。
即時帳篷
它用於臨時建造住宅。並由一種特殊的乙烯基製成，當它膨脹到全尺寸時，材料會變硬，質地看起來就像真品一樣。由於材料不會隨著時間的推移而變質，因此如果使用後不拆卸，它將永久保留。
電擊槍
一把讓對手震驚的槍。它有一個用於調節輸出的刻度盤。如果它很弱，它只會給對手帶來痛苦，如果它很強，它可以擊暈對手。有些道具類似於真正的手槍。
注射器
帶有多個短針頭的注射器。有暫時改變色素以模仿局部的注射劑，有暫時窒息的注射劑，有復甦心肺驟停的注射劑，也有通過施用速效抗生素即時治癒的注射劑。
天氣調節器
一種通過調節環境氣壓來改變天氣的裝置。還有只會下雨的「人工降雨機」。

## 專用術語
壓縮學習法
一種使用時間船的「壓縮學習設備」將時光巡邏隊團隊成員所需的知識和任務所需的資訊輸入到他們的腦海中的方法。通過將包含材料的媒體和書籍放置在時間船的後備箱空間中，或者通過從總部的電腦發送資訊，從船上拉出聯繫端子並將它們連接到額頭上，知識和資訊會像瀑布一樣發送到大腦。這樣，也可以在母語水平上學習外語。但是，除非以這種方式獲得的知識被反覆使用，否則它自然會被遺忘，不會持續很長時間。
適用於學校作業，但由於上述特點，它並不經常反映在學習成績上。
捕獵者
一個未經許可穿越時空的亡命之徒，為了賺錢或好玩而獵殺古老的生物。它被法律禁止並受到嚴厲打擊，因為它有可能改變歷史。
時間漂流者
指的是陷入時間並在超空間中漂流的人。就像被龍捲風捲走一樣，如果不經意間靠近它，就會被捲入其中，似乎在試圖營救他的時光巡邏隊成員中有多人傷亡。因此，時光巡邏隊成員追逐並等待它在某個時間點發射，並拯救他。在《大雄的日本誕生》中，哆啦A夢給出了幾乎相同的解釋，比如舉例說明失蹤案例。

## 改編作品

### 動畫電視電影
1989年10月14日，日本電視台播出名為的兩小時特別節目。這是自1973年的《多啦A夢》以來，時隔16年在日本電視台首次播出藤子·F·不二雄作品。

#### 製作人員
- 原作：藤子·F·不二雄
- 企劃：武井英彦（日本電視台）
- 編劇：雪室俊一
- 作畫監督：丹内司
- 美術監督：小林七郎
- 撮影監督：羽山泰功
- 音響監督：藤山房伸
- 音樂：筒井廣志
- 副製作：福與雅子（日本電視台）、早坂仁（スタッフ21）
- 時裝協調人：三浦静加
- 製作：堀越徹（日本電視台）、菅野勇（21）、若菜章夫（GALLOP）
- 監督、分鏡：湯山邦彦
- 演出：風村久生
- 原畫：山内昇寿郎、山本哲也、尾鷲英俊、末吉裕一郎、金山明博、正己、細山正樹、茶谷与志雄、塚本哲哉、小川博司、中村
- 動畫檢查：中村裕
- 動畫：日野寧子、鈴木宮生、今井誠、岡島八大、直原真治、橋本明美、小川祐子、藤本真弓、古沢八重子、荒野真理子
- 色彩指定：田原洋
- 特殊效果：橋爪朋二
- 仕上：森沢千代美、久保田曜子、米井、柏谷正子、柳登紀、坂本和子、東恵美子、砂川敬子、矢田葉子、江田政子
- 美術設定：木村真二
- 背景：柴田聡、磯部文江、白石誠、嶋田昭夫、近藤康敬、柿本八起
- 攝影：清水泰宏、小堤勝哉、田村洋、赤沢賢二、西山城作、荒川智志、小林徹
- 編集：古池東風
- 標題：
- 現像：東京現像所
- 音響製作：錄音
- 效果：加藤昭二（Anime Sound Production）
- 錄音調整：星野敏昭、住谷真
- 錄音室：東京
- 製作進行（音響）：中野徹
- 音效指導：南沢道義
- 宣傳擔當：岩上喜達（日本電視台）
- 製作擔當：若菜三樹雄
- 製作：和崎伸之
- 製作協力：小學館、VAP
- 動畫制作：
- 製作：日本電視台、

#### 主題曲
作詞：山上路夫，作曲：小林亞星，編曲:筒井廣志，主唱：Dreaming

### 網絡動畫
2023年為了慶祝藤子·F·不二雄誕辰90週年，Netflix計劃於2024年5月2日播出第2作第1季，第2季將於同年7月17日播出。這將是自2003年《小超人帕門》第3部以來，時隔21年藤子·F·不二雄的新動畫作品。此外自1995年《宇宙小毛球》以來已有29年未有新的常規系列動畫製作，這也是自藤子去世以來的第1部系列動畫化作品。

#### 製作人員
- 原作：藤子·F·不二雄[3]
- 監督：安藤真裕[3]
- 系列構成：柿原優子[6]
- 編劇：佐藤大[6]
- 角色設計、總作畫監督：佐藤雅弘[6]
- 機械設計：玉盛順一朗[6]
- 美術設計：綱頭瑛子[6]
- 美術監督：大西達朗[6]
- 色彩設計：中山子[6]
- 撮影監督：張盈穎[6]
- 3DCG監督：三宅拓馬[6]
- 編集：高橋歩[6]
- 音響監督：若林和弘[6]
- 音響效果：倉橋静男、西左知子（SOUND BOX）[6]
- 音樂：大島滿[3]
- 動畫製作：BONES[3]
- 製作：Netflix[3]

#### 主題曲
片頭曲Bon Bon Bon
作詞、作曲：大島滿，主唱：Ryan Brahms
片尾曲Tears in the sky!
作詞：Brent Kolatalo、Lena Leon、Seiya Harada、James Flanagin，作曲：大島滿、Brent Kolatalo，主唱：Lena Leon

#### 劇集列表
| 集數  | 標題         | 劇本     | 歷史考證          | 分鏡       | 演出              | 作畫監督                                                                | 上線日期      | 備註                                              |       |       |       |       |       |       |       |       |       |       |       |       |       |       |       |       |
| 第1季 | 第1季        | 第1季    | 第1季             | 第1季      | 第1季             | 第1季                                                                   | 第1季         | 第1季                                             | 第1季 | 第1季 | 第1季 | 第1季 | 第1季 | 第1季 | 第1季 | 第1季 | 第1季 | 第1季 | 第1季 | 第1季 | 第1季 | 第1季 | 第1季 | 第1季 |
| ----- | ------------ | -------- | ----------------- | ---------- | ----------------- | ----------------------------------------------------------------------- | ------------- | ------------------------------------------------- | ----- | ----- | ----- | ----- | ----- | ----- | ----- | ----- | ----- | ----- | ----- | ----- | ----- | ----- | ----- | ----- |
| 1     |              | 柿原優子 | 細川重男          | 安藤真裕   | 三好              | 佐藤雅弘 堀川耕一 可兒里未                                              | 2024年5月2日  | 不適用                                            |       |       |       |       |       |       |       |       |       |       |       |       |       |       |       |       |
| 2     |              | 柿原優子 | -                 | 安藤真裕   | 西田健一          | 大貫健一 秋山英一                                                       | 2024年5月2日  | 不適用                                            |       |       |       |       |       |       |       |       |       |       |       |       |       |       |       |       |
| 3     | 金字塔的秘密 | 佐藤大   | 河江肖剰 馬場匡浩 | 篠原俊哉   | 酒井原美樹        | 水畑健二 稲熊一晃 清水和也                                              | 2024年5月2日  | 客座角色設計 ： 水畑健二                          |       |       |       |       |       |       |       |       |       |       |       |       |       |       |       |       |
| 4     |              | 佐藤大   | 藤尾慎一郎        | 岡村天齋   | 森川 朝木幸彦     | 鄭印善 井元一彰 北村由佳                                                | 2024年5月2日  | 獨木舟設計 ： 上津康義                            |       |       |       |       |       |       |       |       |       |       |       |       |       |       |       |       |
| 5     |              | 柿原優子 | 福田真希          | 安藤真裕   | 三好              | 中山知世 小原佑太                                                       | 2024年5月2日  | 客座角色設計 ： 中山知世                          |       |       |       |       |       |       |       |       |       |       |       |       |       |       |       |       |
| 6     |              | 柿原優子 | 吉村誠            | 菅沼芙實彥 | 菅沼芙實彥        | 作畫監督 ：總作畫監督 ：大貫健一                                        | 2024年5月2日  | 客座角色設計 ： 大貫健一                          |       |       |       |       |       |       |       |       |       |       |       |       |       |       |       |       |
| 7     |              | 佐藤大   | 周藤芳幸          | 篠原俊哉   | 西田健一          | 作畫監督 ：總作畫監督 ：紺野直幸                                        | 2024年5月2日  | 客座角色設計 ： 大貫健一 雅典船舶設計 ： 上津康義 |       |       |       |       |       |       |       |       |       |       |       |       |       |       |       |       |
| 8     |              | 小柳啓伍 | 小柳啓伍          | 岡村天齋   | 酒井原美樹        | 水畑健二 秋山英一                                                       | 2024年5月2日  | 客座角色設計 ： 水畑健二                          |       |       |       |       |       |       |       |       |       |       |       |       |       |       |       |       |
| 9     |              | 佐藤大   | -                 | 坂田純一   | 朝木幸彦          | 補佐 ：水畑健二                                                         | 2024年5月2日  | 古生物監修 ： 真鍋真                              |       |       |       |       |       |       |       |       |       |       |       |       |       |       |       |       |
| 10    |              | 佐藤大   | 藤本雅樹          | 岡村天齋   | 三好              | 作畫監督 ：總作畫監督 ：紺野直幸                                        | 2024年5月2日  | 客串角色／ 槍枝設計 ： 紺野直幸                   |       |       |       |       |       |       |       |       |       |       |       |       |       |       |       |       |
| 11    |              | 柿原優子 | 周藤芳幸          | 篠原俊哉   | 森川              | 作畫監督 ：總作畫監督 ：紺野直幸                                        | 2024年5月2日  | 客座角色設計 ： 紺野直幸                          |       |       |       |       |       |       |       |       |       |       |       |       |       |       |       |       |
| 12    |              | 柿原優子 | -                 | 安藤真裕   | 安藤真裕 野亦則行 | 水畑健二 稲熊一晃 佐藤雅弘                                              | 2024年5月2日  | 設定工作 ： 中山知世 小原佑太                     |       |       |       |       |       |       |       |       |       |       |       |       |       |       |       |       |
| 第2季 |              |          |                   |            |                   |                                                                         |               |                                                   |       |       |       |       |       |       |       |       |       |       |       |       |       |       |       |       |
| 1     |              | 小柳啓伍 | -                 | 坂田純一   | 朝木幸彦          | 小柏奈弓 鄭印善 小原佑太 北村由佳 井元一彰                              | 2024年7月17日 | 不適用                                            |       |       |       |       |       |       |       |       |       |       |       |       |       |       |       |       |
| 2     |              | 佐藤大   | 鈴木真太郎        | 岡村天齋   | 西田健一          | 作畫監督 ：總作畫監督 ：紺野直幸                                        | 2024年7月17日 | 恰克神設計 ： 山森英司                            |       |       |       |       |       |       |       |       |       |       |       |       |       |       |       |       |
| 3     | 平家逃兵     | 柿原優子 | 細川重男          | 篠原俊哉   | 孫承希            | 作畫監督 ：總作畫監督 ：紺野直幸                                        | 2024年7月17日 | 客座角色設計 ： 大貫健一 水畑健二                 |       |       |       |       |       |       |       |       |       |       |       |       |       |       |       |       |
| 4     |              | 佐藤大   | 前川和也          | 坂田純一   | 野亦則行          | 補佐 ：佐藤智子                                                         | 2024年7月17日 | 客座角色設計 ： 水畑健一 大貫健二 山森英司        |       |       |       |       |       |       |       |       |       |       |       |       |       |       |       |       |
| 5     | 第一個美國人 | 小柳啓伍 | 藤田祐樹          | 坂田純一   | 三好              | 堀川耕一 可兒里未 稲熊一晃                                              | 2024年7月17日 | 客座角色設計 ： 山森英司                          |       |       |       |       |       |       |       |       |       |       |       |       |       |       |       |       |
| 6     |              | 小柳啓伍 | 森田勝昭          | 佐藤真二   | 三好              | 可兒里未 堀川耕一 佐藤雅弘 大貫健一 小柏奈弓 山田真也                   | 2024年7月17日 | 客座角色設計 ： 水畑健二                          |       |       |       |       |       |       |       |       |       |       |       |       |       |       |       |       |
| 7     |              | 柿原優子 | 藤田祐樹          | 持丸       | 朝木幸彦          | 作畫監督 ：總作畫監督／客座角色設計 ：紺野直幸                          | 2024年7月17日 | -                                                 |       |       |       |       |       |       |       |       |       |       |       |       |       |       |       |       |
| 8     |              | 佐藤大   | 周藤芳幸          | 高橋敦史   | 中川聰            | 作畫監督 ：總作畫監督／客座角色設計 ：紺野直幸                          | 2024年7月17日 | -                                                 |       |       |       |       |       |       |       |       |       |       |       |       |       |       |       |       |
| 9     |              | 柿原優子 | 佐藤猛            | 石平信司   | 野亦則行          | 小柏奈弓 中山知世 大貫健一 稲熊一晃 北村由佳 鄭印善 佐藤雅弘            | 2024年7月17日 | 客座角色設計 ： 中山知世 大貫健一                 |       |       |       |       |       |       |       |       |       |       |       |       |       |       |       |       |
| 10    |              | 小柳啓伍 | 芳賀京子          | 許琮       | 中川聰            | 作畫監督 ：總作畫監督 ：紺野直幸                                        | 2024年7月17日 | 客座角色設計 ： 紺野直幸                          |       |       |       |       |       |       |       |       |       |       |       |       |       |       |       |       |
| 11    |              | 柿原優子 | 小茄子川步        | 篠原俊哉   | 朝木幸彦 安藤真裕 | 作畫監督 ：總作畫監督 ：紺野直幸                                        | 2024年7月17日 | 客座角色設計 ： 伊藤嘉之                          |       |       |       |       |       |       |       |       |       |       |       |       |       |       |       |       |
| 12    |              | 柿原優子 | -                 | 安藤真裕   | 安藤真裕          | 佐藤雅弘 堀川耕一 紺野直幸 可兒里未 秋山英一 大貫健一 稲熊一晃 小柏奈弓 | 2024年7月17日 | 不適用                                            |       |       |       |       |       |       |       |       |       |       |       |       |       |       |       |       |

## 備註
1. ↑  台灣譯名「T·P時光特警」出自台灣青文《藤子．F．不二雄大全集》，Netflix動畫台灣區沿用。香港譯名「時光巡邏隊」出自香港青文《多啦A夢 恐龍的科學》以及文化傳信《多啦A夢讀本F》，Netflix動畫香港區沿用。中國大陸譯名出自南海出版公司《漫畫即日常：藤子・F・不二雄創意書》。
2. ↑  出自動畫第二作（Netflix）第2集的對白。
3. ↑  在第二作中為中學二年級二班的學生。
4. ↑  台灣青文《藤子．F．不二雄大全集》譯名。

## 外部連結
- 時光巡邏隊（漫畫）在動畫新聞網百科全書中的資料（英文）
- 多啦A夢 日本官方網頁 - 藤子．F．不二雄作品介紹《時光巡邏隊》 （页面存档备份，存于） （日語）
- 在Netflix上觀看《時光巡邏隊》